# اسپنسر دریور
اسپنسر دریوِر (انگلیسی: Spencer Drever؛ زادهٔ ۳۰ اوت ۲۰۰۳) یک هنرپیشه اهل کانادا است.
از فیلم‌ها یا مجموعه‌های تلویزیونی که وی در آن‌ها نقش داشته است می‌توان به فارگو، ۱۰۰ نفر، دفترچه خاطرات یک بی‌عرضه: حرف، حرف رودریکه و زمزمه اشاره نمود.